# 錢泰吉
錢泰吉（1791年—1863年），字輔宜，號警石，浙江嘉興人。清代藏書家。

## 生平
生於清高宗乾隆五十六年（1791年），自幼與從兄錢儀吉以學行相磨，號稱「嘉興二石」，以廩貢生官海寧訓導。好校《史记》、《晋书》、《集韵》、《元文类》等古書，置書4萬卷。晚年避太平天國兵事，逃出往依曾國藩，穆宗同治二年（1863年）病逝於安慶，曾國藩爲其作《海寧州訓導錢君墓表》,。著有《曝書雜記》3卷、《甘泉鄉人詩文稿》24卷、续稿2卷、《清芬世守录》20卷；《海昌学职禾人考》1卷；《海昌备志》52卷。1937年其藏书毁于淞沪會战。

## 家族
其子錢應溥，為同治朝軍機大臣。後代有錢正英、錢李仁等。